# کیسه‌لیاک
کیسه‌لیاک (به لاتین: Kiseljak) یک منطقهٔ مسکونی در بوسنی و هرزگوین است که در استان بوسنی مرکزی واقع شده‌است. کیسه‌لیاک ۱۶۵ کیلومتر مربع مساحت و ۲۱٬۹۱۹ نفر جمعیت دارد.